# Biofactoria

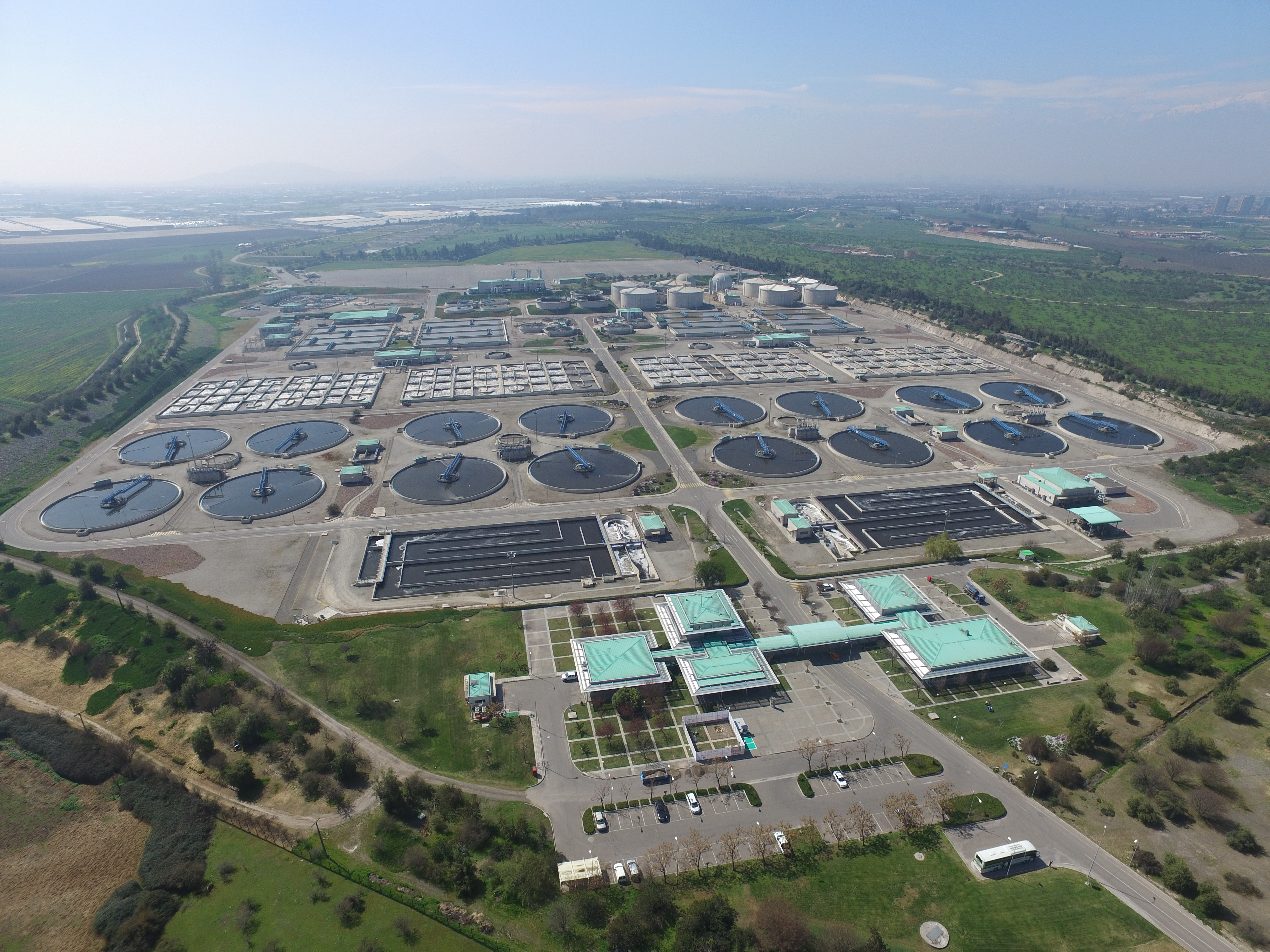
Vista aèria de la Biofactoría Gran Santiago

Una biofactoria és el nom amb què s'identifica l'evolució que han sofert les instal·lacions tradicionals de la indústria de serveis sanitaris (plantes de tractament d'aigües residuals i plantes de producció d'aigua potable), quan s'observen sota la mirada de l'Economia Circular. Aquest concepte va ser utilitzat per primera vegada pel CEO de l'empresa xilena Aguas Andinas, Narcís Berberana, i en el seu origen hi van participar els enginyers de la mateixa firma Yves Lesty, Carlos Castro i Lisette Gajardo.
Per tant, les biofactories han passat de ser plantes de processament lineals, on s'hi extreuen recursos i es processen, generant residus; a transformar-se en fàbriques de nous recursos de valor com l'electricitat, el gas natural, abonament agrícola o aigua neta; recursos que s'obtenen a partir del que fins aleshores era considerar un residu.
El primer complex de biofactories es va crear per Aguas Andinas el 2017, moment en el qual es van incorporar les que fins aquella data eren les seves plantes de tractament d'aigües residuals La Farfana i Mapocho-Trebal, i la seva planta de producció d'aigua potable La Florida, anomenant aquest conjunt com a Biofactoria Gran Santiago.
Durant el primer any d'operació, la Biofactoria Gran Santiago va generar 51.792.240 kWh d'energia elèctrica, 160.337 milions de BTU de biogàs, 111.842 tones de fertilitzant destinat a cultius agrícoles i 603 milions de metres cúbics d'aigua depurada que es va retornar al medi natural.

## Principis
D'acord amb l'empresa que va definir el concepte, les biofactories operen sota 6 principis:
1. Amb aigua: Utilitzant la força de l'aigua com a recurs i facilitant que tingui nous usos un cop s'ha depurat, tals com el rec agrícola o la recàrrega d'aqüífers subterranis.
2. Amb energia pròpia: Utilitzant una font renovable com l'aigua, l'objectiu d'una biofactoria és arribar al 100% dels requeriments energètics de la seva operació i, a més, injectar energia al sistema, tant en forma d'electricitat com de biometà.
3. Transformant els residus: Entenen els residus com a font de nous recursos, com es fa amb els fangs que resulten de la depuració de les aigües residuals, que els transformen en fertilitzant d'ús agrícola.
4. Cuidant l'aire: S'encarreguen de comptar amb sistemes de desodorització per neutralitzar olors, reduir les emissions de gasos i reforestar l'entorn, per minimitzar l'impacte ambiental.
5. Protegint la biodiversitat: Impulsant iniciatives com la recuperació de rius contaminats amb aigües residuals, la conservació del seu entorn immediat o la creació de llacunes artificials de protecció mediambiental, per tal de generar un ecosistema òptim per a la vida silvestre.
6. Generant valor compartit: amb les comunitats veïnes, finançant iniciatives d'acció social; amb altres indústries, impulsant projectes pel tractament de residus provinents d'altres sectors; i amb investigadors afavorint la investigació en biotecnologia i enginyeria de processos.

## Reconeixements
Al setembre de 2018, el projecte de biofactories de l'empresa Aguas Andinas va ser reconegut per la Convenció Marc de les Nacions Unides pel Canvi Climàtic (ONU Canvi Climàtic) amb el premi “Momentum for Change”, com a reconeixement de l'aportació que implica la iniciativa como a solució pel canvi climàtic.
Tanmateix, l'octubre de 2018, la xilena Fundación Recyclápolis, va concedir el Premio Nacional de Medio Ambiente Recyclápolis a la planta de biometanització del Complex Biofactoria Gran Santiago, iniciativa impulsada per les empreses xilenes Metrogas i Aguas Andinas.